# Jojogan (Watukumpul)
Jojogan is een plaats en bestuurslaag (kelurahan) in het onderdistrict (kecamatan) Watukumpul in het regentschap Pemalang van de provincie Midden-Java, Indonesië. Jojogan telt 3.142 inwoners (volkstelling 2010).